# 高倉殿継
高倉 殿継（たかくら の とのつぐ）は、奈良時代から平安時代初期にかけての貴族。名は殿嗣とも記される。氏姓は高麗朝臣のち高倉朝臣。官位は従五位上・肥後守。

## 経歴
宝亀8年（777年）訪日していた渤海使・史都蒙の帰国にあたり、殿継は送高麗使に任命された（この時の官位は正六位上・大学少允）。同年殿継は渤海に渡るが、遠く辺境の地へ漂着して船が破損してしまう。しかし渤海より船2艘を与えられ、翌宝亀9年（778年）9月に張仙寿を随行して帰国し越前国三国港に到着、同年10月には従五位下に叙爵された。宝亀10年（779年）同族の高麗福信らと共に高麗朝臣姓から高倉朝臣姓に改姓している。宝亀11年（780年）治部少輔に任ぜられる。
桓武朝に入ると、大判事・下総介・玄蕃頭・皇后宮亮・大和介・主計頭と内外の諸官を歴任する。従五位上に叙せられた後、延暦23年（804年）駿河守に転じると、延暦25年（806年）肥後守と、桓武朝末から平城朝にかけて地方官を務めた。

## 官歴
『六国史』による。
- 時期不詳：正六位上・大学少允
- 宝亀8年（777年） 5月23日：送高麗使
- 宝亀9年（778年） 10月6日：従五位下
- 宝亀10年（779年） 3月17日：高麗朝臣から高倉朝臣に改姓
- 宝亀11年（780年） 3月17日：治部少輔
- 天応元年（781年） 5月25日：大判事
- 天応2年（782年） 3月29日：下総介
- 延暦5年（786年） 10月8日：玄蕃頭
- 延暦6年（787年） 9月17日：皇后宮亮
- 延暦7年（788年） 2月6日：大和介
- 延暦18年（799年） 2月7日：主計頭
- 時期不詳：従五位上
- 延暦23年（804年） 正月24日：駿河守
- 延暦25年（806年） 正月28日：肥後守